# سارة فيشر
سارة فيشر (بالإنجليزية: Sarah Fisher)‏ هي سائق سيارة سباق أمريكية، ولدت في 4 أكتوبر 1980 في كولومبوس في الولايات المتحدة.

## وصلات خارجية
- الموقع الرسمي
- سارة فيشر على موقع Racing-Reference.info (الإنجليزية)
- سارة فيشر على موقع DriverDB.com (الإنجليزية)
- سارة فيشر على موقع IMDb (الإنجليزية)